# Dux Germaniae primae
Il Dux Germaniae primae era il comandante di truppe di limitanei della diocesi delle Gallie, lungo il tratto di limes della Germania superiore, nell'ambito dell'armata imperiale costituita dal Numerus intra Gallias. Suoi diretti superiori erano al tempo della Notitia dignitatum (nel 400 circa), sia il magister peditum praesentalis per le unità di fanteria, sia il magister equitum praesentalis per quelle di cavalleria, e forse lo stesso comes tractus Argentoratensis che aveva sede appunto presso il castra legionario di Argentoratae. Di questo comando non sono giunte informazioni dalla Notitia dignitatum (il cui capitolo XXXIX è andato completamente perduto); è però noto che questo settore di confine difendenva parte dell'alto fiume Reno.

### Fonti primarie
- Notitia Dignitatum, Occ., I, XXXIX.

### Fonti storiografiche moderne
- J.Rodríguez González, Historia de las legiones Romanas, Madrid, 2003.
- A.K.Goldsworthy, Storia completa dellesercito romano, Modena 2007. ISBN 978-88-7940-306-1
- Y.Le Bohec, Armi e guerrieri di Roma antica. Da Diocleziano alla caduta dell'impero, Roma 2008. ISBN 978-88-430-4677-5